# 神曲奏界角色列表
神曲奏界登場人物，為GA文庫的連動合作作品『神曲奏界』中登場的人物說明。
聲優順序：電子小說版/電視動畫版

## 紅｛Crimson｝

### 柘植神曲樂士派遣事務所
塔塔拉‧佛隆
聲優：小橋達也/神谷浩史、少年時代橘凜
「紅」的主角，柘植神曲樂士派遣事務所所屬的神曲樂士的青年。使用的樂器是鋼琴，擁有事務所配給的可變換為單人樂團的重型機車「Hamerun」。外表有著輪廓纖細的中性臉龐，個性溫和軟弱且有些優柔寡斷，雖然是故事的主角，但卻被契約精靈克緹卡兒蒂完全地踩在腳下。
小的時候因為被遺棄的關係，在孤兒院裡成長，由於個性以及處事笨拙，佛隆被周圍的人所疏遠，因此佛隆對自己沒有什麼自信；而且對於別人對自己的好感，也是非常的遲鈍。血緣關係不明。塔塔拉這個姓氏，也只是為了離開孤兒院後，日常生活上的方便所取的。（塔塔拉一姓是古代七樂門之一；佛隆與「白」時代的喬許相似，學院長推斷他有可能為塔塔拉家後代。）有另一說，是孤兒院長為期許佛隆成為神曲樂士而冠上的。
在四、五歲時，連神曲都還不知道的時候，佛隆用歌聲與克緹卡兒蒂締結了不完全的精靈契約，這點在神曲樂士的常識裡是不可能發生的事。之後因為雷德斯的關係兩者被分開了。過了十二年，施加在克緹卡兒蒂的封印被解除後，兩者才再次相會；可是，因為樣貌與過去的記憶相差太大，有過「腦裡明明就可以接受，但心裡卻怎麼都不肯接受這樣的事實」的時期；但是兩者攜手不斷越過重重的障礙，現在已建立起牢不可破的夥伴關係。
佛隆雖然平時看起來是位笨拙且沒有什麼長處的青年，但身體裡卻隱藏著驚異的集中力與奇蹟般的神曲才能；這些潛能卻不太安定，常常都是半調子的情況；不過，一旦完全發揮時，不僅可以只用歌聲或只用單一樂器就能演奏出神曲，甚至可以一時之間地將死者雷布諾斯呼喚到世上來。至今佛隆雖然在人們之間還默默無名，但其絕妙的神曲才能卻已經在精靈間成為話題。原本佛隆擁有能夠大量吸引過來不管級別精靈的能力，但是因為精靈女王克緹卡兒蒂大部分時間不讓其他精靈靠近佛隆，佛隆沒有辦法呼喚出其他的精靈(間中在非工作時間，克提願意讓下級精灵在一旁聽着)；而由於常常都是跟克緹卡兒蒂在一起的關係，這份才能也變成克緹卡兒蒂的專屬物了。雖然曾被人說「曲子之中可以看到克緹卡兒蒂的影子」，但這也成為佛隆的神曲的新的魅力，對精靈們來說這也是一種憧憬。
現在一邊工作一邊在母校當任每個月一次的特別講師，與克緹卡兒蒂在學生間裡有很高的人氣；學生們甚至於把「易於親近的佛隆」當成未來目標的具體典範。
在結局中，由於成為克緹卡兒蒂的共生體，所以享有永恆的壽命，不老不死，並接受了學院長的邀請，成為「四樂聖」的繼承人之一。
克緹卡兒蒂‧阿帕‧拉格蘭潔絲
聲優： 平井理子/戶松遙
「紅」的主線精靈，佛隆的契約精靈，「始祖精靈」之一的「紅之女神」。擁有號稱八柱始祖精靈中最強力量的精靈女王，愴想樂器為鋼琴緋紅俚妮，已被她親手封印，防止艾琉德隆使用。只有佛隆能夠稱呼克緹這個暱稱。亦有鮮紅的殲滅姬、浴血的公爵夫人等許多的別名。氣度高貴、非常急性子和狂妄自大的性格。本來的姿態是美麗的成熟女性；不過為了減少平時的力量損耗，平常以13～14歲左右的少女的外表顯現，只有佛隆彈奏神曲時才會恢復真面目（與封印12年之久且無提供神曲有關）。熟知世界上許多與精靈相關不為人知的事實，可以役使成千上萬的下級精靈；但因為佛隆工作的關係而不做。
與佛隆在歎息的異邦人動亂後期首次相遇。當時她的契約主遭到擊敗因此衰弱（另一說法是克緹的契約主在與翠之始祖精靈及其契約主一戰之前發現計畫的不可行性後解除了與克緹的契約，疑似半自殺，使克緹無法充分補充能源）；偶然契機中，年幼的佛隆的歌聲挽救了她。這個命運的相遇使得克緹有拋開一切的覺悟，但在封印後直至十二年後才與佛隆重逢。
對佛隆衷心迷戀，經常獨佔他的存在，因而經常阻擾佛隆工作和召喚精靈，也對接近佛隆的異性具有敵意。在兩百年前曾經提過喜歡佛隆這類類型的男性。而克緹的三任契約主中，前兩任都是女的，第一任契約主在「白」時代之前已死亡。
第二任契約主正是歎息的異邦人的前任盟主朽葉薰 
柘植‧尤芬麗
聲優：鈴木惠子/川澄綾子
第三神曲公社內管轄内的柘植神曲樂士派遣事務所所長，使用的樂器是小提琴。有兩個契約精靈瑪莎朵和雅帝歐（都是在學生時代後才定下契約的）。性格剛毅堅強、有著神曲樂士敬業精神的才華女性。被業界稱為十年難得一見的天才，從學生時代就開始工作。事務所實體上是與胞兄合資經營的型態。因為受到瑪提亞的尊敬，常接受與警方合作。
該事務所受理任何類型大小的委託，因此大街小巷的市民皆對其相當熟識。與警界和法界的關係也相當良好。然而尤芬麗非常痛恨神曲業界中的門派和大佬，因此有企業和事務所樹敵。
雅帝歐‧屋特‧那姆格魯
聲優：‐/檜山修之
尤芬麗的契約精靈，隸屬特殊的狼型榭洛支族，但平時化為弗碼奴比克型態，外觀是長髮美貌的青年，據本人說是審美觀問題。性格粗暴熱血，非常喜歡武打，實際年齡估計約319歲。雖然屬於中級精靈，但有著凌駕上級精靈的戰鬥能力，也擅長使用精靈彈和精靈雷。與妮烏奇蕾娜是兒時玩伴。
佐伯‧藍伯特
聲優：久保田龍一/小西克幸
柘植神曲樂士派遣事務所所屬的神曲樂士的青年，使用的樂器是薩克斯風，是佛隆學生時代的同班同學既好友，當時使用的是吉他，也懂得演奏鋼琴。從事務所分配可變為單人樂團「Shinkravas」的四驅沙灘車。出身自富裕家庭，與溫文儒雅的外表相反，是個重義氣值得信賴的人，很多性格與佛隆恰恰相反，但兩人情感卻一直很好。對戀愛的感覺十分遲鈍，學生時代起就一直拒絕別人的交往，但現在對同伴普莉妮希卡抱有好感。
雖然無法召喚中級以上精靈，不過使喚下級精靈的能力卻是超越尤芬麗地上等。不過本人一直自認為沒有才幹，只是個偽造的天才，對佛隆等人抱持著些微的忌妒心，但仍自願成為幫手，有時也有冷酷無情的一面。在某次透過克緹的暗示後，得到了同時使喚大量波萊攻擊的能力。
尤吉莉‧貝爾莎妮朵
聲優：田中美智/水樹奈奈
佛隆等人的後輩，使用的樂器是打擊樂鼓，性格爆走的開朗少女。名字的來歷是精靈古語「太陽」的意義。在曾經是令人敬仰的神曲樂士父親過世後，朝著神曲樂士為目標進入托爾巴斯神曲學院就讀，目前在柘植神曲樂士派遣事務所負責雜物，其能力也被認可。畢業後通過國家考試，成為柘植神曲樂士派遣事務所正式神曲樂士。
非常幫忙妹妹的學業，在她各項晉級考試中暗中操縱。受惠著於作為神曲樂士的才能，有著尤芬麗和藍伯特也沒能達成的入學半年內精靈傳喚成功者。但對於能力的不穩定造成學業成績平庸。另外取得摩托車的國際A級執照，也是受父親的影響。
與佛隆的相遇是入學前學校參觀的時候，從此變成佛隆的強烈愛慕者以及克緹的眼中釘，從此與克緹展開長時間的爭奪戰，總是繞著佛隆吵架。
蜜婕德莉特
聲優：鈴木惠子/野中藍
平時在托爾巴斯神曲學院徘徊，表面上是年幼十歲少女的下級精靈，但下級精靈中弗碼奴比克類型是十分稀有的存在，能力也逼近中級精靈。有著櫻花色的眼睛和髮色，被學生們稱作「櫻花的精靈」，與沃爾費斯並列學園吉祥物。有著非常樂觀的性格，思緒考慮不周，不天真爛漫的性格常常使氣氛高漲。
本來應該作為一尊中級精靈出生。不過，出生的瞬間由於「糾紛」的原因，分成了二尊下級精靈的特殊案例。因此變成沒有區別互相交換身分的雙胞胎，若有神曲支援能變為四枚翅膀的中級精靈，回復15歲少女的姿態。
身為下級精靈羨慕其他能訂定契約的精靈，但在禾萊臻崩毀事件中成為了貝爾莎的契約精靈。
尤吉莉‧普莉妮希卡
聲優：由宇翼/佐藤利奈
佛隆等人的後輩，貝爾莎雙胞胎的妹妹，性格相反保守安靜的女孩。名字的來歷是精靈古語「淺流的溪水聲」的意義。總是和姐姐一起行動，同樣以神曲樂士為目標，目前在柘植神曲樂士派遣事務所負責雜物，畢業後同樣成為柘植神曲樂士派遣事務所正式神曲樂士。有著繪畫方面的天份，並替事務所設計了正式制服。疑似有BL方面的愛好。
年幼的時候由於歎息的異邦人事件導致致命傷，父親的契約精靈犧牲性命融入自己行成半人半精靈的型態，融合了部分記憶和情感，因此對已故的父親的感情比姐姐更加的深厚。作為半精靈的身體演奏神曲造成障礙，不論好壞影響都容易波及。
為了保持自己的原形和意識，姐姐貝爾莎努力隱瞞著她的真實身份，卻在一場意外中為了保護姐姐展露真面目，造成姐妹間的爭執。不過兩人發覺姐妹間相處的回憶足以勝過精靈的事實時互相諒解，加深彼此的牽絆。
利歐涅爾‧(夫拉梅爾)‧艾琉德隆
與克提相成對的「紅之聖獸」，在古代時曾經死亡，因「轉生之輪」的關係於第9卷復活。剛出生的他因克提一句無心的玩笑話而在佛隆家引起軒然大波。雖然有著被事務所眾人誤以為是女孩的可愛容貌(與克提的形象十分相似)，但實際上是男孩，原型是一頭龍。由於本來就是克提的半身，所以同样能從佛隆的神曲中獲取力量，而克提是無法阻止的。
前世的他遇上尚為公主和神曲學院學生的契約亞莉亞德娜，為助她統治國家而多次打開異世界之門，帶來東方文化(日本)產物及賢者之石，並助她長生不老，也因此打破世界平衡。後來白之女神把「炎帝」亞莉亞德娜體內的賢者之石取出及淨化而令她死亡，使夫拉梅爾憎恨女神們的決定，成為相當凶暴且憎惡人類的凶獸。白之女神的死亡和精灵島墜落事件的幕後黑手之一，也曾因過於兇殘復仇而被克提親自剝奪過柱名(即夫拉梅爾)，以及被克提斷絕關係，因而轉而依賴「炎帝」亞莉亞德娜和其轉世的神曲力量及為其效力，最終遭到眾始祖精靈合力制裁而死亡。他所殺害的人类和精灵遠遠超越克提在「歎息的異邦人」事件中所殺害的數量。由於克提對作為半身的他仍有感情的關係，所以在他轉生後便立即把他接回，重新給予其柱名，並負起養育他的责任，以免他再次犯错。
相當受到事務所的大家喜愛，雖然現在沒有前世的記憶，不過正慢慢地一件件想起。
因克提故意聲稱他是自己與佛隆之親生孩子(作弄貝爾莎妮朵)的關係，目前稱呼佛隆為「把鼻」(爸爸)，以及稱呼克提則為「克笛」，視他们為重要的家人。
由於前世被絲諾德羅布整得很慘，因此很害怕女僕。尤其是配帶日本刀的女僕。同時也由於前世被艾利法斯‧布蘭卡‧阿爾比歐那刺傷了眼睛，因此很討厭白色的狗與狼。

### 扥爾巴特神曲學院
【席達拉·雷特斯】シダラ・レイトス
聲：加古川高（PC版）/石田彰（PS2版）/速水獎（TV動畫版）
扥爾巴特神曲學院的創辦人兼學院長，翠之女神的契約者，「四樂聖」的領導者，負責保管奏世樂器「無限鍵盤」。
他看起来像是个性温和的青年，实际年龄不明。梅尼斯帝国100多年前的记录中，有出现他的名字，他对帝国海军有很大的影响力，陆军的鹰派称他为「怪物」。
尤吉莉姊妹已故的父亲─帕尔提修，是他的得意门生，他因此知道普利妮希卡的秘密。
艾蓮徳絲過去一直使用自己的力量，帮雷特斯延长身体的寿命，但他体内的灵魂，还是会随时间而衰弱。
「第一次叹息异邦人动乱」时，他与艾蓮徳絲联手，击毙身为主谋的朽叶薰，並封印已經締結新契約的克緹卡兒蒂在學院地下。故此，暗中有意裁培佛隆，讓他加入學院，甚至讓他成為〈四樂聖〉的未來繼任者。
对於奏世乐器的处理方式，他属於破坏乐器派。他与艾蓮徳絲曾尝试破坏奏世乐器，不过即使是「始祖精灵」发挥全力的精灵雷，奏世乐器依然毫发无伤。
【艾蓮徳絲·欧尔泰德·兰蒂儿】エレインドゥース・オル・タイトランテル
声：佐佐木あかり/生天目仁美
シダラ・レイトス的契約精霊。始祖精靈之一、翠之女神。喜愛閱讀人類的愛情小說。

### 歎息異邦人
朽葉．薰
聲優：立石めぐみ
歎息異邦人的前任盟主，克緹卡兒蒂的第二任契約者。外表是一個留有淺色長髮，右眼戴上眼罩的美女。雖然與克緹卡兒蒂締結契約，但是自認不是對方最理想的契約者，兩人更似是朋友。
「四樂聖」托瓦米．法雷的首席弟子。原本是法雷指定的「四樂聖」繼承者。
對於不公平的世界感到絕望，建立了「歎息異邦人」，打算發動「再奏世」重新創造世界。
後來為了承擔為世界帶來動亂的責任，與シダラ・レイトス的決戰前夕解除了與克緹卡兒蒂的契約。之後在與シダラ決戰中傷重不治。

### 其他
【多莉絲】ドリス
在小說第九卷登場，外表是一個黑髮，大眼睛下垂的女孩。相貌酷似艾琉德隆前生的契約者—「炎帝」亞莉亞德娜。
偶而在街道遇上因白色野狗而暴走後逃離現場的艾琉德隆，之後與艾琉德隆一同被人蛇集團綁架。被綁匪毆打後失去意識，觸發了艾琉德隆的暴走。
在人蛇集團事件結束後，與父親一同拜訪柘植神曲樂士派遣事務所，向事務所一行人道謝。
奈莉奈
小說第十卷出場，外表是一名把黑色長髮紥成馬尾、配戴方框眼鏡，大腿穿上黑色褲襪的少女，形象和武術皆模仿絲諾。
真正身份是「白」之中的娜諾波妮特‧琉希歐魯，又名莉可莉絲(絲诺為她起的名字)。在精灵島墜落後，曾與絲諾一起在公爵家以女僕身份生活。再次遇上克緹卡兒蒂時，對於對方變小感到驚訝。

## 黑｛Black｝

### 魯謝賽理斯市警局總部
瑪提亞‧馬奇雅
聲優：淺井清己/茅原實里
「黑」的主角，魯謝賽理斯市警精靈課警部。不使用單人樂團，僅以民謠口琴就能演奏神曲的天才神曲樂士。平日沉默寡言感情起伏少，不過這只是表面，打開心扉就能展現一般少女的樣子，除了馬納伽等熟人外便很少露出笑容。
跟馬納伽精靈曆1001年的夏天的相遇是死傷超過百人的飛機墜落事故。六歲時父親病故、十一歲時母親交通意外身亡，於是在前往領養親戚叔母家所在的托爾巴斯班機上遇到飛機事故。雖然同時在場的馬納伽救出瑪提亞，仍留下背部嚴重傷痕。半年後兩人繫結精靈契約，藉由自學而不曾接受音樂教育的情況下，迎接十五歲生日那天錄取樂士刑警。
因為不曾攜帶明顯的大型樂團，以精靈警官身分出現時常被人誤認是一枚精靈。實際上，她是拉格分裂出來的一半靈魂之轉生，所以她所演奏的神曲是唯一適合支援馬納伽的。覺醒後，左眼流下黑淚，也擁有三枚翅膀。與馬伽納重新合體會變回拉格，但二人的人格就不再存在。因此最終「拉格」放棄此次靈魂融合的機會，並答應黑之女神，在瑪提亞的人生徹底結束後才正式回歸。
動畫第1期的第7話有客串出現，並逮捕佛隆的老朋友。
馬納伽里亞斯提諾克‧拉格‧艾迪萊克利亞斯
聲優：大塚明夫/小杉十郎太
「黑」的主線精靈，瑪提亞的契約精靈，「始祖精靈」聖獸之一「黑色聖獸」，魯謝賽理斯市警精靈課警部補，暱稱是馬納伽，而始祖精靈在私底下則以柱名稱呼他為拉格。外表是個身長兩公尺半的及肌肉巨大的壯漢、鬍鬚刮不乾淨的中年男性，依据瑪提亞心中父亲的形象而變。受到了神曲支援時右眼流出黑淚，並且伸出三枚破碎狀的黑色翅膀，據說是過去罪行造成的影響。在「白」時代仍是俊美的青年，並且有陶磁光澤的六枚翅膀。因無法拯救精靈島墜落的局面，而視自己為罪人，吸收在事件中死亡的怨靈來贖罪，最終令靈魂分裂，一半轉生為瑪提亞，另一半則以魔獸的形態俳佪多年。認定是與瑪提亞的相遇讓他得到贖罪的機會並拯救他的心靈，瑪提亞也是他唯一的契约樂士。
為了收養和照顧瑪提亞，所以考取精靈警官的資格，以獲得市民權。
身材壯大但笑容滿面，平時對誰說話都得彎下腰身。雖然能應付血腥的殺人現場，但非常懼怕古蕾提娃等法醫血肉模糊的的驗屍現場。平素自稱為「我」，但受到神曲支援變身就會喊出「俺」。變身後對確立犯的口氣也相當粗魯。
和柘植事務所的社長等人認識頗深，尤其尤芬麗社長更是瑪提亞信賴的長輩。同時克緹也是馬納伽以前的舊識兼同伴，但兩人初次重遇時因外貌改变太大而沒法認出身份。
因為隨身攜帶放置大型手槍的單人樂團提箱，又經常被誤認為精靈警官中的神曲樂士。雖然不拘泥使用精靈雷，但大型手槍相當拿手。
動畫第1期的第7話有客串出現，並逮捕佛隆的老朋友。
依蝶‧堤古雷雅
聲優：鴨ノ宮ゆう/-
魯謝賽理斯市警驗屍官，在遺體放置處進行解剖驗屍工作。有過離婚經驗，前夫為莎達美棋。原本在諾薩姆卡斯爾大學附屬醫院就業，精靈曆1001年的夏天在飛機墜落事故中成為瑪提亞的主治醫生，並隨同瑪提雅出院辭去工作離開進入警界。是瑪提亞親密信賴的其中一人。
夏德亞尼‧伊茲‧艾羅
聲優：石上裕一/-
魯謝賽理斯市警精靈課巡查部長，屬於中級精靈，年約一百餘歲，米諾提亞和尤芬麗等人的熟友。因為瞳孔為放大的綠十字圖案，因此用太陽眼鏡掩飾，有利於精靈彈射擊的瞄準點。雖然作為刑警但記性不佳。
現在是沒有和神曲樂士訂定契約的精靈，過去唯一簽訂過的對象是已經殉職的馬魯梅・芬妮塔警官。對夏德亞尼而言芬妮塔是個不能斷定的愛情對象，因此不再訂定任何契約。隨身攜帶芬妮塔生前留下的單人樂團。
克絲諾梅‧馬尼耶提卡
聲優：藤咲かおり/阿澄佳奈
魯謝賽理斯市警本部接待巡查，舊姓是依蝶，現從夫姓，實為堤古雷雅之妹。特徵是雀斑臉與甜美的笑容，是個連婚禮當天都要職勤的認真女警。曾經被雷歐搭訕，但心態表名愛著丈夫。
原本只出自插畫家BUNBUN筆下的設定，卻被作者升格為主要角色的特例。

### 其他主要角色
佐治‧雪莉嘉
聲優：伊藤麻喜/-
瑪提亞少有的同年好友，性格開朗，是歐米科技工業研究所主任佐治‧戴爾威茲的獨生女。過去因父親涉嫌強盜案入獄被送到孤兒院希望之家但從中逃脫，過了兩年的扒手生涯。在遇見身為刑警的瑪提亞後替她抹除了父親的冤枉。現在住在瑪提亞等人的公寓並就學托爾巴斯神曲學院，並違反校規偷偷在樂器店打工。
雖然沒有偵辦案件的相關經驗，但腦筋轉得很快，協助瑪提亞找到某些關鍵。常用的是輕便腳踏車──匹歐塞亞公司的韋斯卡PX200E。
卡莉娜‧韋恩‧奇特克泰勒莎
瑪提亞等人公寓的管理員精靈。外觀為中年女性的弗碼奴比克形態，在精靈中是非常稀奇的事情。似乎身上隱藏著許多秘密，連馬納伽都感應不到其詳細種族，只知道她的實際年齡可能還比馬納伽大。基本上她的公寓只提供精靈出租，只有瑪提亞與雪莉嘉是特例。
真正身份是黑之女神，一直等待着拉格的回歸。在200年前已經營民宿。性格十分強勢，連其他始祖精靈都忌她三分。
園見‧法蘭涅
托爾巴斯神曲學院學生，雪莉嘉的同學。留著淺駝色的短髮、配戴紅框眼鏡。十分喜花閒話八卦，連瑪提亞的飛機墜落事故也一清二楚。

## 白｛White｝

### 中央精靈師學院（精靈島學院）
絲諾德羅布
聲優：喜多村英梨
「白」的主角，精靈島學院的學生。她熟知許多不存在於神曲世界的歌曲，被認為是「巫女姬」最有力的候補。其歌聲能作為神曲，偶然能令精靈誕生及得到力量，以及治癒人類傷害。(源自未覺醒的「再生」力量)
原本是名為遠野白雪的天才音樂少女，5歲就會演奏所有種類的樂器，唱出有如天使般的歌聲，被稱為「東方莫札特」。
9歲時一度失去演奏能力(開始覺醒精靈的力量，而精靈是無法演奏的)，因緣際會與「白色聖獸」布蘭卡締結契約，從地球的日本被誘拐到神曲奏界的世界。
失去記憶流落街頭後的冬季，被經過同年的格蘭納多家千金普莉姆羅絲帶回家收留，從此和普莉姆羅絲情同姐妹般長大。
在普莉姆羅絲身邊時，死靈不敢靠近(因為「白之女神」掌管「淨化」)。於是，她向住在附近的神祕退休軍人樂士拜師，得到因镶有賢者之石而能斬殺精靈的怜刀「笹目」，作為修業證明，並以武術做為保護普莉姆羅絲的技能。
她為了參觀普莉姆羅絲的精靈島入學選拔會，來到會場時，卻意外獲得布蘭卡的推薦，得到入學資格。因為她沒有經過入學考試，受到同學的排擠而被孤立。後來因為失去契約精靈「雫」，立志成為神曲樂士，變得堅強自立。
最終以白之女神轉生的身份覺醒，是始祖女神中最親近人类的一位。由於絲諾的人格和前世人格結合後，沒有被女神的人格完全覆蓋，所以克提和布蘭卡等始祖精灵皆習慣稱呼她為絲諾，而不是安塔娜莉亞。
千年後的「神曲奏界紅電子小說版3~4話」結尾與外傳小說中，絲諾以「始祖精靈」之一的「白之女神」安塔娜莉亞的身份出現。在普莉姆羅絲死後，與布蘭卡開設温泉旅馆維生。
艾利法斯‧布蘭卡‧阿爾比歐那
聲優：綠川光/小西克幸
「白」的主線精靈，聖獸之一的「白色聖獸」，是絲諾的契約精靈，愴想樂器是低音大提琴「永恆‧純白」。他真正的樣子是巨大的白狼，平時在學校裡會變成白狗。他也是在絲諾年幼時，與她締結契約，將她從異世界地球誘拐到神曲世界的犯人。原本打算讓她寄居在音樂世家--格蘭納多家，能有機會多接觸神曲和學習音樂，沒想到貴族門檻的規矩令她只能以女僕的身份生活，錯失多年的音樂修習，故只能由他親自出面推薦，讓絲諾得到精靈島入學的資格。
他經常戲弄絲諾並做出性騷擾發言，對她有著強烈的感情。可是，對召喚絲諾，使她失去應有的人生，抱持非常強烈的罪惡感，一度期望倘若絲諾知情能殺死他作為報復，但絲諾選擇維持現狀。
他思念著從前的主人「白之女神」安塔娜莉亞，不過認為是自己親手將她害死。200年前他刺傷「紅色聖獸」艾琉德隆的眼睛，兩人成為憎恨對方的仇家。他與前契約主安傑洛和安潔莉卡兄妹締結契約時討厭醬菜，但至今卻非常喜愛梅干與各種醬菜，還擅長自行醃製。曾誤會絲諾是安傑洛和安潔莉卡的轉生。
月讀
聲優：水野愛日
與「雫」相似，但為男性的下級精靈。絲諾的歌聲讓他誕生在月光下，成為絲諾第三個契約精靈。身高30公分，大多坐在絲諾的肩膀上。他經常與布蘭卡鬥嘴，競爭在絲諾心中的地位。
普莉姆羅絲‧格蘭納多
聲優：栗原みきこ
精靈島學院的學生。譽為「鮮血的旋律師」的五聖家之一──格蘭納多公爵家的獨生女，被艾琉德隆稱為「炎帝之女」，從小與絲諾情同姐妹。使用的樂器是小提琴，持有家傳樂器「火焰之德肯吉特」，對鋼琴也很拿手。擁有不自觉地吸引惡靈的體質，因此遭父母厭惡和疏遠。是艾琉德隆的前任契约樂士--「炎帝」亞莉亞德娜的轉生。「炎帝」過去被「白之女神」安塔娜莉亞消滅，故此對女神絲諾帶着又愛又恨的心情。
她非常愛吃桃子饅頭。在精靈島學院的成績優異，考試時更將勃來強化為桃子饅頭的型態，十拿九穩地勝利。
曾與席達拉家的次子哈敏特訂婚，兩人之间並沒有愛情，僅為各自家族利益而決定訂婚。
平常是優雅的舉止與和善的態度，但心底有著很強的執著(真面目僅有布蘭卡和艾琉德隆發現)。小時候因為父母時常不在身邊而有疏離感，自從遇到絲諾後便產生依賴感。然而因為布蘭卡的出現，引起絲諾注意，造成普莉姆羅絲的忌妒，間接遭到「紅色聖獸」艾琉德隆操縱訂下契約。
雖然一度與艾琉德隆分開，但契約並沒有解除，對方仍然能隨時操縱她演奏神曲而獲得力量。後来覺醒炎帝的記憶後，便配合父親和艾琉德隆分散絲諾和布蘭卡的戰力，企图阻止白之女神復活及令一切精灵消亡，继而讓人类得以支配世界。但是本身只想「絲諾」永遠留在自己身邊，不希望白之女神的人格覆蓋「絲諾」而令至友不復存在。
在結局中，於父親死後繼承家族。因體內的賢者之石而令她擁有較一般人類長久的壽命和不老的容貌。得嘗所願獲得絲諾的陪伴，直至死亡。
黛西‧貝倫休泰
聲優：山本彰子
精靈島學院的學生。譽為「黃昏的旋律師」的五聖家之一──貝倫休泰伯爵家的獨生女。使用的樂器是長笛。性格傲慢自大，自稱是普莉姆羅絲最強悍的對手，但始終不被普莉姆羅絲當一回事。事實上是個很不坦率但講義氣的人，源自於家庭問題及對曾擔任元帅的過世母親之憧憬與陰霾。當初非常瞧不起身為女佣的絲諾，但在學院的相處下，逐漸與絲諾搭起友誼的橋樑。
在經歷回到200年前的事件後，開始思考作為神曲軍士的道路，並不適合不想殺戮的自己，故此尋找其他出路。
在結局中，於父親死後繼承家族。和皮斯一起創立新的神曲學院，並擔任首位學院長，延續精靈島學院和瑪貝拉斯的精神，培育神曲樂士。
皮斯
聲優：粕谷雄太
黛西的契約精靈兼家傳精灵，屬於中級精靈。
本名「普羅米修斯‧烏爾德‧朵爾托巴恩」。  原本是黛西已過世的母親瑪莉金的上級契約精靈，因為在貝倫休泰家的傳承而歸屬於黛西。他性格軟弱，表面上總是被黛西無情地忽視，但兩人實際上屬於不論如何都不會討厭對方的關係，總是能看穿黛西的心事。
曾经愛上瑪莉金，為了保住因白之女神死亡而無法轉生的她，犧牲自己兩枚翅膀與瑪莉金的怨靈結合成精灵奇兵，加上「賢者之石」與「克羅莉安娜之樹」的力量復活，待在黛西父亲身边。(但因為怨念而成為死靈)
後來移情於黛西，曾向她表白，並表示希望與她私奔，逃离家族的束缚。
喬許・夕凪/喬許·塔塔拉
聲優：小橋達也
精靈島學院的學生，但因身體問題晚一年入學。外貌與「紅」時代的佛隆相似。使用的樂器是豎笛，性格平靜和善，雖然擁有神曲樂士的才能，不過因為黎修莉婷的干擾，從未能成功與精靈締結契約。他出身七樂門之一──火之塔塔拉家的分家夕凪，為早而斷絕神曲樂士的分家。父母早逝後，成為塔塔拉家的養子。因為繼承問題，還沒有將姓氏改掉。有一位青梅竹馬的未婚妻薩拉莎‧辛拉，對方因企圖破坏裝有賢者之石的單人樂團而被辛拉家族除名及驅遂後，被喬許的養父收留，在結婚前，能在塔塔拉家當女僕生活，並繼續神曲樂士的修習。
幼年時身體很虛弱，住在深山的別墅長期療養，遇見當時變成勃來的黎修莉婷，兩人建立友誼。在黎修莉婷消失後，以此回憶作為抱負，因此朝著精靈島學院作為目標努力。
在持續被干擾締結契約的情況下，總算注意到黎修莉婷的存在。雖然是相隔十多年的重逢，因為黎修莉婷的外型改變而沒有發覺。他被黎修莉婷請求締結契約，卻認為黎修莉婷是在意自己的存在，並非自己的神曲，期許自己能成為匹配黎修莉婷的神曲樂士。最終兩人在精靈島墜落前夕的日子中，成功締結契約。
由於出身地位卑微的分家，所以對自己的能力不足而感到自卑。經常覺得養父收養自己是抬举自己的選擇(因为養父有再婚生子或過繼其他名門子弟的選擇)。後來才從黎修莉口中得知養父種種過份關心的舉動(派人或精灵調查喬許在學校的生活，甚至在喬許小时候尚未過繼至主家時，已親自跟踪和觀察他)，才了解養父是真心希望與他成为父子，並非繼承家族的緣故。
在結局中，正式成為繼承人，改姓塔塔拉，並與黎修莉婷重逢。
黎修莉婷‧羅莎‧阿美蒂斯塔斯
聲優：及川瞳
「始祖精靈」之一的「紫之女神」，掌管夢和高貴，又被稱為雷神的女兒。是八柱女神中排行最小的，因此稱呼其他女神們為姐姐。個性十分羞怯，不過卻有著非常深刻的執著與忌妒心。常常不顧後果地莽撞行事。因在精灵島墜落事件中拯救喬許，力量消耗過度而變成蘿莉形态，外表年龄比「紅」時代的克提更小。
200年前由於契约者瑪貝拉斯遭人殺害，被復仇的慾望佔滿心頭，瞬間消滅了陷害瑪貝拉斯的祖国，因此遭到姐姐們封印。化身為勃來的黎修莉婷，意外與年幼時的喬許相遇，致使黎修莉婷從悲傷中復甦，解除封印。黎修莉婷恢復真身後，走遍各地尋找喬許，終於回到精靈島找到他，卻因為羞怯，遲遲不敢出面。直至在克提故意提出要和喬許締結契约時，才立即對喬許締結不完全契約(因當時的喬許拒绝成為她的神曲樂士)。遇到任何接近喬許的異性或想締結契約的女性精靈，黎修莉婷會用雷擊威嚇她們。對契约主之家人的態度良好(如瑪貝拉斯的弟弟帕里亞、喬許的養父)，但不包括喬許的未婚妻薩拉莎。
娜諾波妮特‧琉希歐魯
聲優：門脇舞以
精靈島學院的一年級新生。沉默寡言沒有表情，全身散發不可思議的氣息。絲諾等人帶領她熟悉校園。她的真實身份是「雷普洛司」的終端，為了接近普莉姆羅絲並將她送往兩百年前。由於「雷普洛司」的終端都有相同的外觀和名字，所以絲諾為她起名為「莉可莉絲」，成為她獨立的身份。
在精靈島墜落後，以普莉姆羅絲的女僕身份，與絲諾一起生活。由於受絲諾影響，「紅」時代的外表以黑色頭髮和戴眼镜為主，甚至從絲諾身上學習武术(但比不上本人)，克提在重遇時認不出她的真实身份。
米諾提亞‧歐羅‧巴力斯丹
聲優：不詳
精靈島森林之主，認識許多始祖精靈與聖獸的中級精靈。擁有極高的戰鬥能力，水牛的外型容易讓人聯想到「鬥牛」。與外表相反，個性纖細容易奉承。過去四肢著地時持續練習人類的走路方式，到現代已經會站立。非常憧憬舞蹈。曾經擔任王國的傭兵，在滅國後回到精靈島居住。
在精靈島墜落後，改行到精靈發電廠去當警衛，因對亨莉耶塔戰敗困就請辭。後在新的警衛公司被分發到諾薩姆卡斯爾大學去擔任警衛。

## 藍｛Blue｝
希瓦爾‧庫魯納
「藍」的主角，凰都的居民，是個非常討厭神曲樂器的神曲樂士，對黑錢來者不拒的壞胚子。使用的樂器是三味線。性格古怪，沒有職業，一文不值的沒用男人。雖然自稱開雜貨鋪，實際真面目非常討厭做工作的NEET。隻身帶著三味線，但是使用「鈍器」彈奏「噪音」的非正式樂士演奏方式，當露琺不服從命令時便以此招壓制她。雖然曾經立志成為樂士而就讀神曲學院，從學生時代開始有著「人和精靈是互相明白的關係，不是一方支配一方」的理想。但成績被評為最低等，又常被拿來和譽為神童的弟弟比，畢業前夕因毆打教師而被作退學處分。現在非常排斥神曲和精靈等事物並儘可能遠離它們。
露琺‧瓦圖姆希卡‧特洛伊斯
「藍」的主線精靈，「精靈至上主義現實派」的首位代理人，海蒂的部下。始終提心吊膽，聲調也非常細小，思考和行動經常莽撞、不夠細心的眼鏡娘精靈。拿手的技術是家務全能，記性很不好，與刻板的精靈印象完全不同。雖然不是庫魯納的契約精靈，但兩人固定以「勝負」較勁，贏者能任意使喚敗者；從沒贏過的露琺因此只好被庫魯納使喚，但從來沒有逃脫過。表面是像是打扮平凡的中級精靈，但真面目是「聖卡艾爾雷鄔姆的虐殺」事件中唯一的倖存者——別名虐殺精靈的兇暴上級精靈。完全拋棄自己的過去，戴上眼鏡隱瞞過於強大的力量。
海蒂‧烏魯‧寇迪雷夫思
「精靈至上主義現實派的」的領導人，隸屬上級精靈。拒絕神曲的理論者。外觀看起來還只是幼童的體型。但是，歲經過了到一那個的精靈，性格等與姿容就有差異，唯一知道露琺過去。堅持著「精靈至上主義」持續抗議活動，不過大多沒有被精靈認同，反而被稱為「海蒂與她的怪胎同胞們」。原本將露琺視為實際戰力的一環而留在身邊，不過因為露琺受到庫魯納的驅使，連她和莎莎雅都常受連累。
莎莎雅‧馬希亞‧艾吉鄔斯
性急莽撞、一本正經正義感強的中級精靈，是少數知道露琺過去的露琺好友之一。雖然不支持「精靈至上現實主義派」，但因為隨同露琺而常和海蒂等人同行。為了挽救露琺一天到晚闖進庫魯納的房間說較，不過因為同樣被庫魯納抓到弱點，也常被迫去做庫魯納使喚的差事。雖然有著不少神曲樂士憧憬的強大能力，不過因為顧及露琺而不與任何人訂下契約。
希瓦爾‧利格魯斯
庫魯納之弟，有著與庫魯納完全相反的成熟性格，更比哥哥能領會更多現實面的事。從年幼就被稱為神童、僅在15歲就成為凰都最年輕取得神曲樂士資格的少年，現在是莉瑪&葛雷斯公司備受期待的的聘用員工。事實上比誰都更尊近庫魯納，並期待著他重新回到音樂界的一天。
芙蕾拉‧齊修‧誇奧爾斯
莉瑪&葛雷斯公司的員工，上級精靈。以漆黑的夜寶石聞名的精靈，面對敵人毫不留情地剷除。自從迷上庫魯納的神曲後，便一直期望能成為庫魯納的契約精靈，但完全被庫魯納忽視，因此把庫魯納身邊的露琺視為眼中釘。
艾絲緹兒‧拉爾薩‧赫裡奧巴斯
「始祖精靈」之一的「銀之女神」，又有銀色的歷史學家之名號，有著平順溫和的性格。目前是自稱是寄住在莉瑪&葛雷斯公司的食客。認為神曲是能以視覺分辨顏色的存在，但對神曲沒有任何慾望，因此很少締結契約。克緹因此稱呼她為「最像始祖精靈的始祖精靈」。

## 金｛Leon｝
雷歐加拉‧傑斯‧鮑渥坦
「金」的主線精靈兼主角，有偵探執照的精靈偵探。魯謝賽理斯市卡多那區的葛路迪&雷歐加拉偵探事務所 所屬。設立事務所的葛路迪已經過世，現在由雷歐一人經營。基本上是屬於利康特拉類別的精靈，但一般以弗碼奴比克的人類姿態出現，相當搶眼。有著獅子般鬆寬的長髮，棣棠色套裝內搭酒紅的襯衫。從誕生數百年，至精靈曆1007年共與907人締結過精靈契約，與各個神曲樂士反覆5個月～4年單位的短期契約，從近乎是美麗的女性樂士來看似是徹底的花花公子。但對雷歐本人來說那個全部是認真的契約，深愛著每個交往過的樂士。愛車為跑車的奇柏雷特‧加巴洛和重機車的賈雷75。
先前與馬提亞等人因其三十年前的契約樂士遭到殺害的案件而結識，曾有過為對方復仇的激烈想法。曾經追求過瑪提亞提出契約要求但被拒絕，當時以高級旅館作為長期住處，至於大量收入至今仍是謎團。據故事預言三年後將與雪莉嘉產生交集。
麗潔娜‧琳‧尼瓦霍魯特
中級精靈，精靈律師。擔任雷歐的顧問律師，瑪提亞的鄰居。
洛蕾塔
葛路迪&雷歐加拉偵探事務所正後公寓的居民。21歲身材短小的美人娼妓。據說與雷歐從是5歲的時候開始的相識，是以前的客戶的女兒。因為受到雷歐的鼓舞和拯救而對雷歐抱持著好感。
塞維妮耶拉
拉馬歐枝族的上級精靈。平時話為銀灰色的紋的短小貓型的形態，不過作為上級精靈的力量仍然強大，難以被一般的精靈察覺到存在，也只有聽到聲音才能辨別是女性。被雷歐暱稱「塞維」，但她本人很反感。原本一直住在凰都，後來隨雷歐回到魯謝賽理斯市。
佐村‧亞蕾克西亞
尼肯市警察殺人課部長，大約二十多歲，暱稱亞蕾克絲。是非常認真的警察，不允許背叛規則的違規。不過也有認同警察的界線和能力範圍的一面。在都立博物館殺人事件中與瑪提亞等人共同偵辦。視其為夥伴的雷歐評說若她能是神曲樂士，就會和她定訂契約。
古隆‧德魯克‧加爾坦斯卡
葛巴里枝族的中級精靈，比起馬納伽還高上兩個人頭，似乎是馬納伽的故知。有著十分粗魯的外表和行為、喜好戰鬥，但絕不對女性使用暴力。
羅杉‧沃達‧葛多克
與雷歐對立的弗碼奴比克類上級精靈，職業是刺客。使用精靈雷前有以拐進行攻擊的特殊技能。平時不對人坦白職業，不過被雷歐套出話來。暗地裡有與神曲樂士勾訂定契約，且演奏的樂曲音域高到一般精靈無法辨別。

## 銀｛Dan｝
丹・薩里艾爾
「銀」的主角，是在托爾巴斯受到廣大歡迎自豪的年輕天才，身兼作曲和演奏的神曲樂士。身形瘦長的高個子，在脖子後面束起白色長髮，佩帶遮住眼睛的眼鏡。主要使用的樂器是小提琴。在公共場所十分有禮儀，實際是相當唯我獨尊的性格。
居住在托爾巴斯，與柘植事務所所長尤芬麗音使用同把小提琴而產生競爭關係。
茉茉・帕米拉・法爾斯達夫
「銀」的主線精靈，榭利艾爾的契約精靈，是身材短小的弗碼奴比克型態精靈。照薩里艾爾的喜好被迫穿著女傭服使喚，但其心底仍相當愛慕薩里艾爾。
寇吉・庫洛・費加洛
拉瑪歐支族的上級精靈，外表是巨大的銀色白虎型態，被冠上「肅步」的別名，自稱為「敝人」。雖然被榭利艾爾請求定結契約，但卻也考慮與亞麻狄雅訂下契約。
同樣是克緹的熟人，但在面前提起克緹時，寇吉似乎非常怕她。
奇拉・阿瑪迪雅
七樂門之一──奇拉家的長女，自幼受到音樂的英才教育，是個才能出眾的神曲樂士。因為舞台恐懼症造成無法公開演奏，與榭利艾爾的相遇令她仰慕，成為榭利艾爾的弟子。是兩百年前的精靈島學院校長奇拉·瑪貝拉斯的旁系親戚後代(瑪貝拉斯和其弟帕裏亞皆沒有後代，估计阿瑪迪雅的直系祖先是過繼到主家)。

## 沉默歌姬｛Ephonic Songbird｝
古賀村‧烏莉兒
本系列主角，托爾巴斯神曲學院二年級生。性格明朗有著旺盛的行動力和強大的食慾。主修單簧管。 總是吵吵鬧鬧干擾他人，因此得到『爆走颱風』、『野豬烏莉兒』的別名。 純粹是因為喜好精靈而進入神曲學院。與拉格納斯、玫賽兒、柯內莉亞、米塞爾朵莉多組成話劇社，擔任社長。
以神曲樂士為志願，但事實上有先天的聽力障礙。平時倚靠著讀脣術生活，也因此說話發音不佳，成立話劇社也是為了增進說話能力。平常攜帶粉紅色的摺疊式打字機。
御手岡‧拉格納斯
從克拉諾綜合藝術學院的轉來托爾巴斯神曲學院的少年，烏莉兒的同學。主修的樂器是長笛。
身為神曲樂士御手岡‧克魯多的姪子，自幼受到周圍的期待。雖然有著巧妙的演奏能力，不過，不喜歡自己遭到與叔父比較。有著譏諷吐嘈的性格。
笹尾‧玫賽兒
托爾巴斯神曲學院二年級生，擔任班級委員的少女。配戴眼鏡、眼角稍吊。性格剛強，有著弱肉強食的氣勢，總是跟著烏莉兒制止她闖禍，但也是深知烏莉兒身為聽力障礙者而協助著她。記憶力很好，凡是在校生的面孔全都記在腦海中。
雖然常被拿來與烏莉兒相較而表像得像理智的人，但其實也隱藏了不為人知的性格。在話劇社中屬於實力派。
久霧‧柯內莉亞
托爾巴斯神曲學院二年級生，烏莉兒的同學。特徵是鉑金色的長髮和美麗自然的長相。性格保守，沒什麼主張。總是跟在闖禍的烏莉兒後面向別人道歉。